# Tégénaire noire
Eratigena atrica
Espèce
Synonymes
- Tegenaria atrica C. L. Koch, 1843
- Tegenaria nervosa Simon, 1870
- Tegenaria larva Simon, 1875
- Tegenaria hibernica  O. Pickard-Cambridge, 1891
- Tegenaria praegrandis  Fox, 1937
- Tegenaria deroueti Dresco, 1957

Eratigena atrica, la tégénaire noire ou tégénaire des maisons, est une espèce d'araignées aranéomorphes de la famille des Agelenidae.

## Distribution

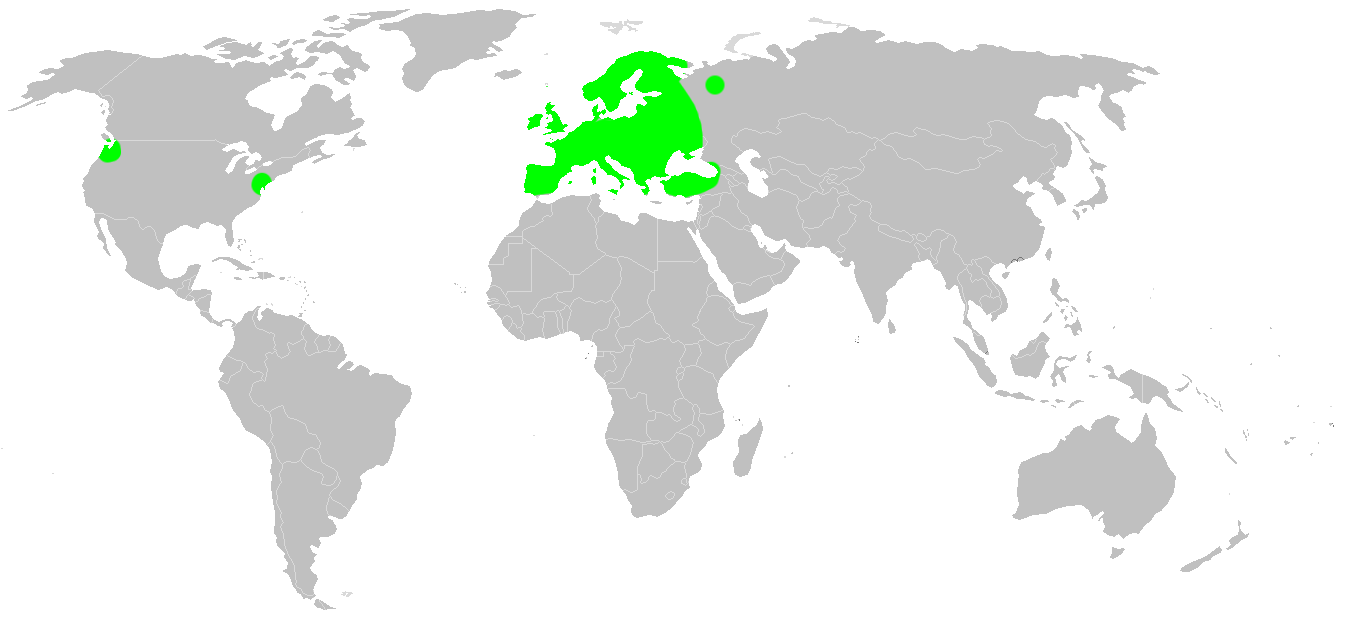
Aire de répartition.

Cette espèce se rencontre en Europe, et a été introduite en Amérique du Nord.

## Habitat
La tégénaire noire vit dans les coins humides (rochers, troncs au sol). Elle se rencontre souvent dans les maisons dans les salles de bains, contrairement à d'autres espèces que l'on trouve plus dans les garages, caves et greniers, mais on peut néanmoins l'y trouver.

## Description

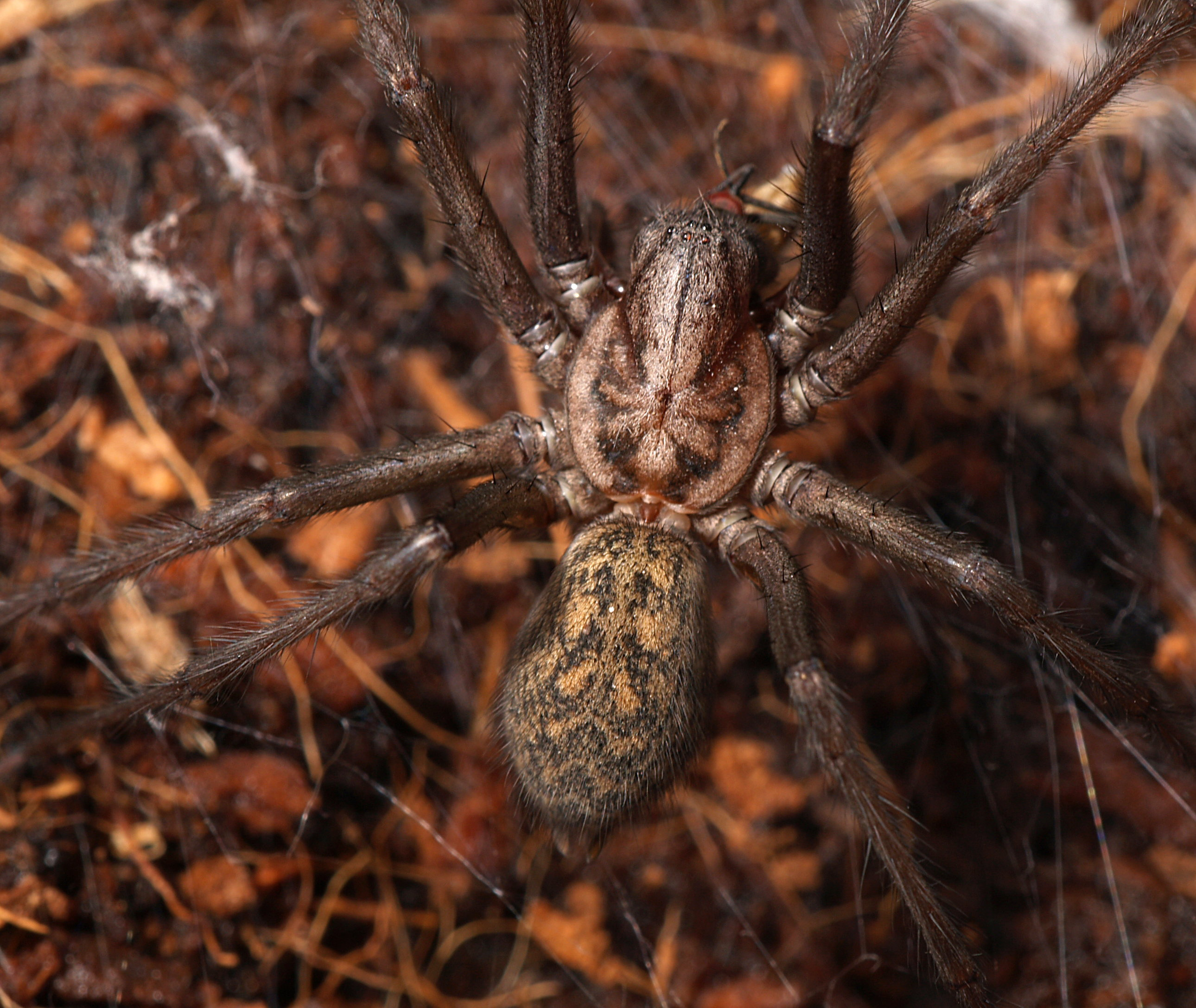
Eratigena atrica

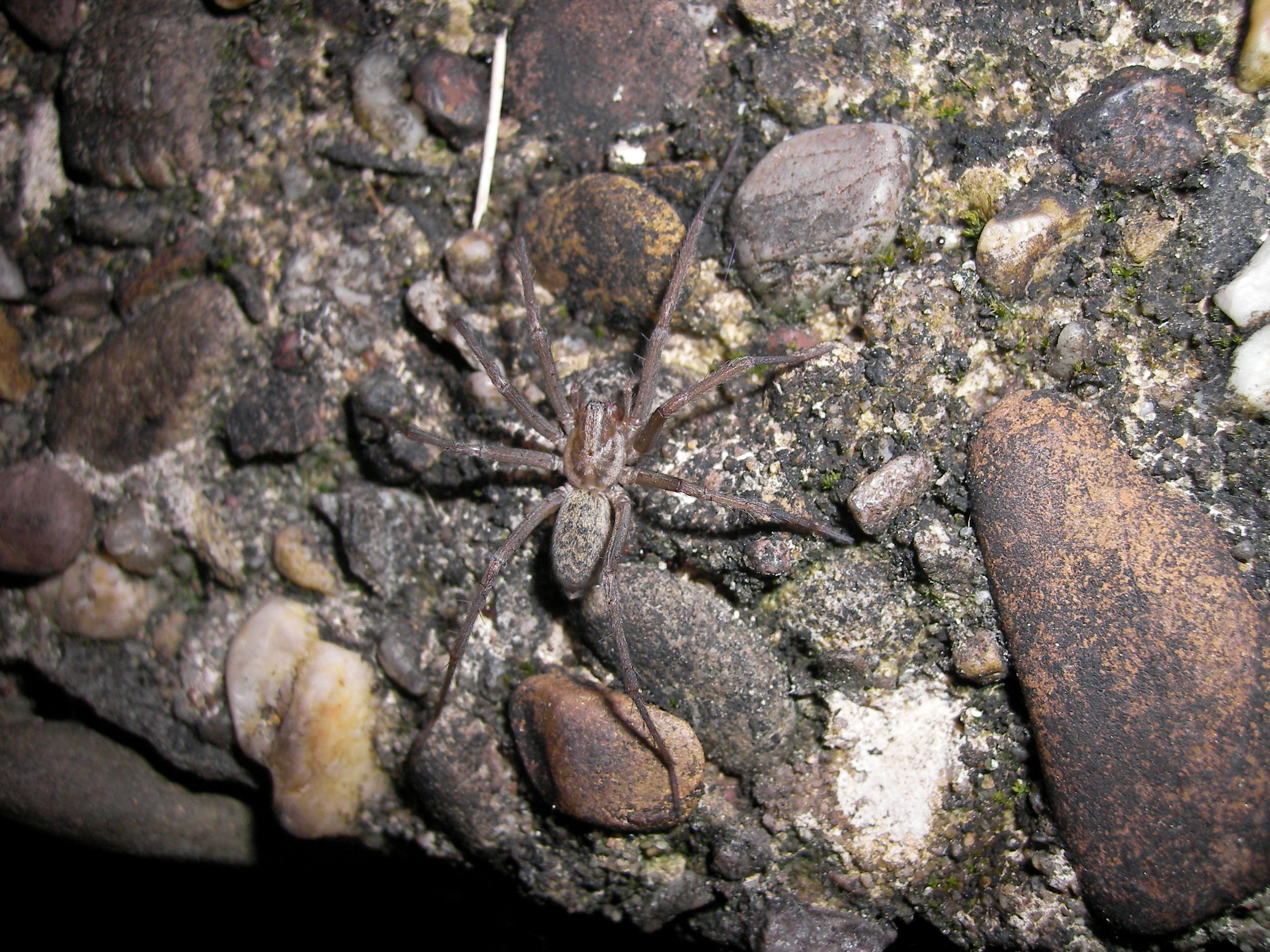
Eratigena atrica

Eratigena atrica est généralement de couleur sombre, brunâtre avec deux bandes claires sur les côtés du céphalothorax et un abdomen brun à chevrons et taches claires en série. Elle est dotée de huit longues pattes, de couleur sombre et non annelées, lui assurant une course rapide.
C'est une des plus grandes tégénaires. La taille du corps chez la femelle adulte est de 12 à 18 mm et de 10 à 15 mm chez le mâle.

## Prédateurs et proies
Discrète et souvent protégée par les habitations humaines, la tégénaire noire a peu de prédateurs naturels. Elle se nourrit de tout insecte ou autre arthropode plus petits qu'elle, ne s'attaquant généralement pas à un animal d'au moins sa taille. En effet, son venin neurotoxique ne lui permet de paralyser que des petites proies ; des cas de rémission ont été observés chez des blattes après morsure. Elle consomme, à l'âge adulte, l'équivalent d'une mouche toutes les 3 semaines. Si elle a la capacité de manger davantage, elle consommera quand même ses proies. La tégénaire ne cherche pas à chasser si elle est rassasiée, mais si une proie est bloquée dans sa toile, elle la tuera et la gardera en réserve pendant quelques jours. Lorsque la tégénaire est dérangée, par exemple par la perception de grandes vibrations sur sa toile, elle préfèrera ne pas attaquer et rester à l'abri.

## Mœurs
La tégénaire noire est solitaire et nocturne. Elle vit sur des toiles en formes de nappe, comportant dans un angle une ouverture en forme d'entonnoir. Il lui arrive parfois de quitter sa toile si celle-ci ne lui convient pas, mais en général elle chasse les proies qui se trouvent sur sa toile : les vibrations qu'elles émettent la font sortir pour les mordre puis les porter à sa cachette pour leur injecter des enzymes (qui servent à les ramollir) et les dévorer. Le mâle recherche souvent une femelle immature pour s'accoupler. Il touche alors la toile de la femelle avec une de ses pattes sur un rythme régulier : il indique ainsi à la femelle qu'il n'est pas une proie. Si la femelle sort, il prend la fuite, mais si elle ne sort pas, il la rejoint et vit avec elle jusqu'à sa mue de maturité. Lors de la copulation, il lui injecte du sperme à l'aide de ses pédipalpes.
Après entre 3 semaines à 1 mois de gestation, la femelle pond de 40 à 60 œufs blanc cassé mesurant environ 1 mm de diamètre, déposés dans la retraite jusqu'au printemps suivant. Ces œufs sont protégés dans un cocon où peuvent être agglomérés des grains de sable et qui est attaché à la toile ou à proximité. Lors de l'éclosion, les jeunes restent sur la toile de la mère jusqu'à leur 3e mue.
Une femelle peut vivre deux ans, voire trois pour certaines.

## Comportement à l'égard de l'être humain
En dépit de sa taille impressionnante et de sa vitesse, cette espèce est réputée sans danger pour l'humain, en raison de la petite taille de ses chélicères. 
Il n'existe pas d'article scientifique ni de publication médicale faisant état d'un cas direct de morsure d'une araignée du genre Tegenaria sur l'Homme ayant entraîné une nécrose. Les accusations sont portées a posteriori, à la suite de la découverte d'une tégénaire dans la maison d'un patient souffrant de lésions de la peau. On trouve pourtant d'autres explications médicales bien plus plausibles (virus, champignons, eczéma, maladie de Lyme...),.

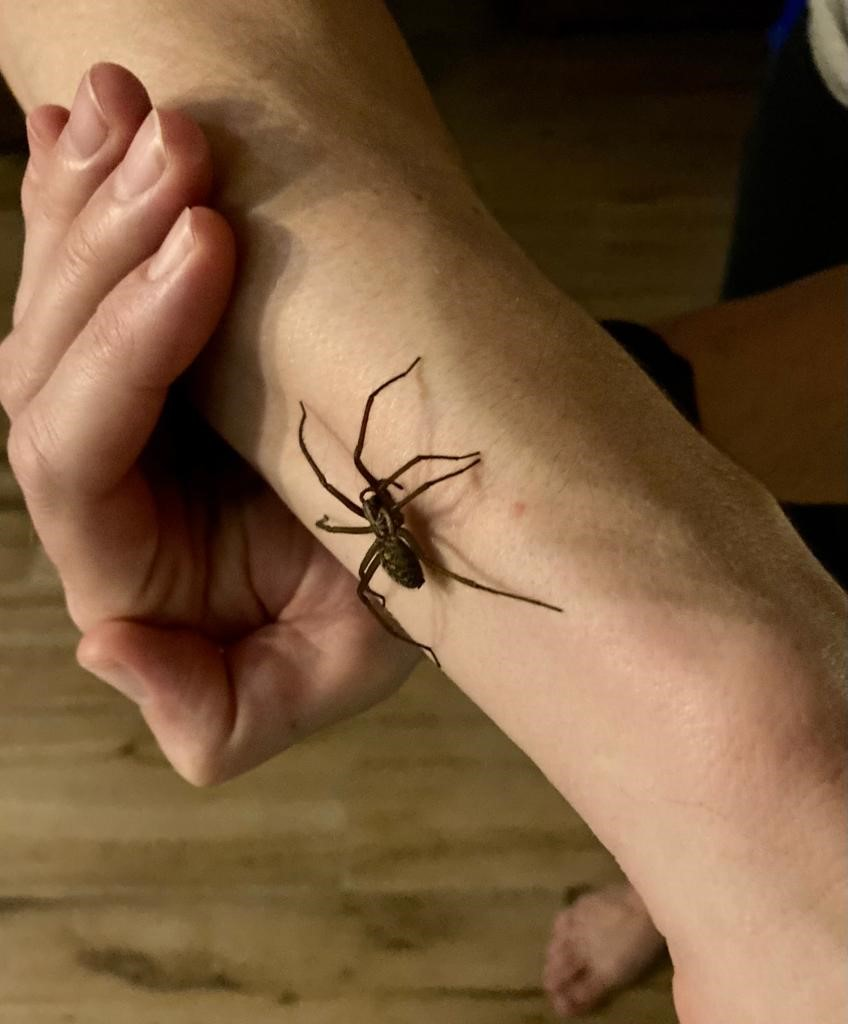
Une tégénaire noire.

Particulièrement craintive et docile comme sa cousine Tegenaria domestica, Eratigena atrica cherchera toujours à fuir en cas de dérangement. Eratigena agrestis ne partage pas la même réputation pacifique, mais semble tout aussi inoffensive.

## Systématique et taxinomie
Cette espèce a d'abord été décrite sous le protonyme Tegenaria atrica, avant d'être déplacée du genre Tegenaria au genre Eratigena par Bolzern, Burckhardt et Hänggi en 2013.
Les espèces Tegenaria duellica et Tegenaria saeva ont été placées en synonymie avec Eratigena atrica par Bolzern, Burckhardt et Hänggi en 2013 ; mais en 2018, elles ont été relevées de leur synonymie, par Oxford et Bolzern.

## Publication originale
- (de) C. L. Koch, 1843 : Die Arachniden. Getreu nach der Natur abgebildet und beschrieben. C. H. Zeh'schen Buchhandlung, Nürnberg, vol. 10, p. 37-142 (texte intégral).